# NGC 3537
NGC 3537 ist ein interagierendes Galaxienpaar im Sternbild Becher südlich des Himmelsäquators. Es ist schätzungsweise 358 Millionen Lichtjahre von der Milchstraße entfernt.
Das Objekt wurde am 7. Februar 1878 von dem deutschen Astronomen Wilhelm Tempel entdeckt.